# Ley de mayoría especial (Bélgica)
Ley especial o ley de mayoría especial designa en Bélgica una ley que sólo puede ser adoptada de modo válido si obtiene mayoría simple tanto en el grupo de diputados (y senadores) valones y francófonos, como en el grupo de diputados (y senadores) flamencos.
Debe además, obtener la aprobación de dos tercios del conjunto de representantes que participan en la votación.
El objetivo de que se exijan estas mayorías es tratar de evitar que una mayoría circunstancial pueda aprobar una ley que pudiera ser rechazada por la mayor parte de la población perteneciente a una de las dos comunidades lingüísticas de este país.
El artículo 4 de la Constitución belga determina los temas para los que se requiere una ley especial, en particular en lo relativo a la modificación de los límites de las regiones o las competencias respectivas de las comunidades y regiones.